# Гай Мемий Фид Юлий Албий
Гай Мемий Фид Юлий Албий (на латински: Gaius Memmius Fidus Iulius Albius) е политик и военачалник на Римската империя през 2 век.
Произлиза от фамилията Мемии. Той е военачалник и суфектконсул през неизвестна година през 2 век.